# Bogdan Borusewicz
 Der er for få eller ingen kildehenvisninger i denne artikel, hvilket er et problem. Du kan hjælpe ved at angive troværdige kilder til de påstande, som fremføres i artiklen.

Bogdan Michał Borusewicz (født 11. januar 1949) er en polsk politiker fra Borgerplatformen. Han var marskal (formand) for senatet (i Polens parlament) fra 20. oktober til 11. november 2015. Under det kommunistiske regime var Borusewicz aktivist i den demokratiske opposition. Han var medlem af Sejmen i tre perioder og er den første, der har været senatets marskal to gange. I 2010 var han Polens fungerende præsident i et par timer.
1. ↑  Navnet er anført på engelsk og stammer fra Wikidata hvor navnet endnu ikke findes på dansk.
2. ↑  Navnet er anført på engelsk og stammer fra Wikidata hvor navnet endnu ikke findes på dansk.